# Kuantaochia insolita
Kuantaochia insolita är en insektsart som beskrevs av Chiang, Lee och Knight 1988. Kuantaochia insolita ingår i släktet Kuantaochia och familjen dvärgstritar.
Artens utbredningsområde är Taiwan. Inga underarter finns listade i Catalogue of Life.